# Paul Sculthorpe
Paul Sculthorpe MBE (* 22. September 1977) ist ein ehemaliger englischer Rugby-League-Spieler. Während seiner Karriere gewann er mit St Helens viermal die Super League, dreimal den Challenge Cup und zweimal die World Club Challenge. Sein Bruder Danny Sculthorpe ist ebenfalls Rugby-League-Spieler.

## Karriere
Sculthorpe wuchs in Oldham auf, wo er die Counthill School besuchte. Im Alter von 20 Jahren begann er mit dem professionellen Rugbyspielen bei den Warrington Wolves. Kurz darauf hatte er sein Debüt für die englische Nationalmannschaft.
1996 wurde er in das Super League Dream Team gewählt und nahm an einer Tour von Großbritannien durch Ozeanien teil.
1997 wechselte er für 300.000 £ von Warrington zu St Helens und nahm mit Großbritannien an einer 3 Spiele umfassenden Testspielserie gegen Australien teil.
1999 gewann er mit St Helens das Super League Grand Final gegen die Bradford Bulls und nahm an der World Club Challenge 2000 teil, die sie gegen die Melbourne Storm verloren. 2000 gewann St Helens erneut das Super League Grand Final, diesmal gegen die Wigan Warriors. In der World Club Challenge 2001 gewann St Helens gegen die Brisbane Broncos, wobei er einen Versuch legte und ein Dropgoal kickte.
2001 wurde er in einem Testspiel von Großbritannien gegen Australien zum Man of the Match gekürt und gewann den Man of Steel Award. 2002 wurde er in das Super League Dream Team gewählt, gewann erneut den Man of Steel Award und gewann mit St Helens das Super League Grand Final gegen die Bradford Bulls. Die World Club Challenge 2003 verloren sie allerdings gegen die Sydney Roosters. 2004 wurde er erneut in das Super League Dream Team gewählt, gewann mit St Helens den Challenge Cup gegen die Wigan Warriors und nahm mit Großbritannien an den Tri-Nations 2004 teil, wo sie es bis ins Finale schafften, in dem sie gegen Australien unterlagen. 2005 erzielte er seinen 1000. Punkt für St Helens.
2006 gewann er als Kapitän von St Helens den Challenge Cup gegen die Huddersfield Giants. 2007 veröffentlichte er seine Autobiographie Man of Steel und wurde zum Man of the Match bei der World Club Challenge 2007 gekürt, bei der St Helens gegen die Brisbane Broncos gewann.
Nachdem er 2008 aufgrund von Verletzungen nur eine Handvoll Spiele bestritten hatte und im Challenge-Cup-Finale 2008 gegen den Hull FC bereits in den ersten Minuten verletzungsbedingt ausgewechselt werden musste, erklärte St Helens, dass sie sich nach Ende der Saison von ihm trennen würden. Er hatte unter anderem die Möglichkeit, zu den Salford Red Devils zu wechseln oder zusammen mit seinem Bruder Danny bei den Wakefield Trinity Wildcats zu spielen. Am 19. September 2008 erklärte er das Ende seiner Karriere.
2013 wurde er ein Mitglied des Order of the British Empire wegen seiner „Verdienste für Rugby League und Wohltätigkeit“.